# Synagogenbezirk Diepholz
Der Synagogenbezirk Diepholz mit Sitz in Diepholz in der hannöverschen Landdrostei Hannover (heute Kreisstadt des gleichnamigen Landkreises in Niedersachsen) wurde 1843 gemäß § 36 des hannöverschen Gesetzes über die Rechtsverhältnisse der Juden von 30. September 1842 geschaffen.
Der Synagogenbezirk unterstand dem Landrabbinat Hannover. Mitte des 19. Jahrhunderts umfasste der Bezirk neben Diepholz auch die Orte Barnstorf, Cornau und Drebber. Später zählten auch die jüdischen Familien aus Goldenstedt und Heiligenloh dazu. Nach Annexion des Königreichs als preußische Provinz Hannover 1866 bestanden die hannöverschen Landrabbinate (bis 1938), die in Altpreußen fehlten, und die Synagogenbezirke fort. Letztere verschwanden mit der Auslöschung der Juden und ihrer Gemeinden in der Schoah.